# Judy Canova

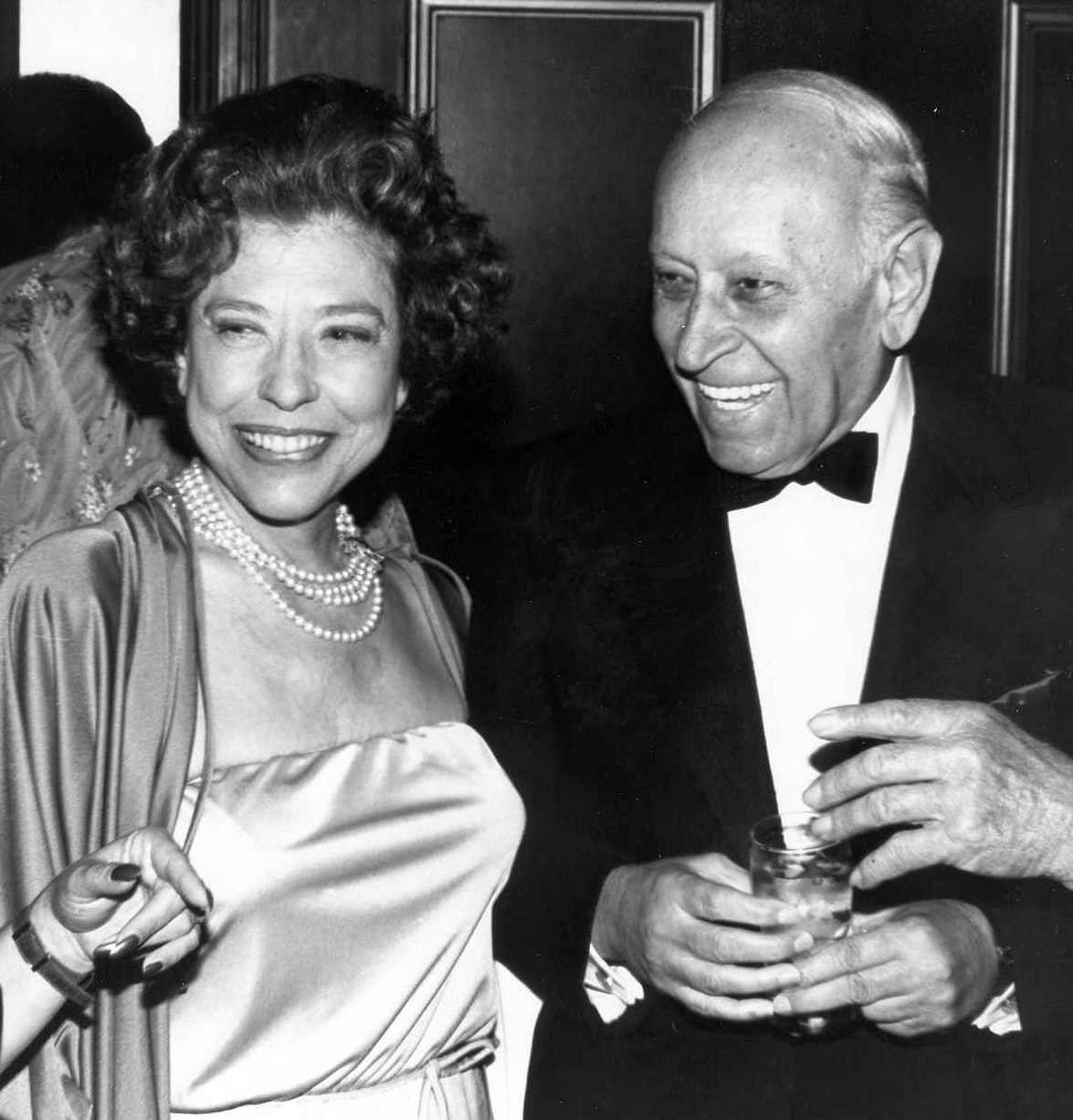
Judy Canova mit George Raft (1979)

Judy Canova (* 20. November 1913 in Starke, Florida, als Juliette Canova; † 5. August 1983 in Hollywood, Kalifornien) war eine US-amerikanische Schauspielerin, Komikerin und Radiomoderatorin.

## Leben und Karriere
Die Tochter eines Baumwollhändlers und einer Konzertsängerin stand schon im Alter von 12 Jahren mit ihren Geschwistern Annie und Zeke unter den Namen Three Georgia Crackers oder The Canova Family auf der Bühne. Die Geschwister unternahmen auch einige Radioauftritte, in denen sie sangen und jodelten.
Canova begann in den 1930er-Jahren als Schauspielerin Hollywood zu arbeiten. Zwar sollte sie nie ein großer Filmstar werden, war aber dennoch in einigen billiger produzierten Kinokomödien, die in ländlicher Umgebung spielten, als Hauptdarstellerin zu sehen. Noch erfolgreicher war sie im Radio mit der Judy Canova Show, die zwischen 1943 und 1955 lief. Die Sendung zählte zeitweise zu den zehn erfolgreichsten Radioshows der USA und erreichte in ihrer Spitze rund 18 Millionen Hörer. Sie war auch mehrfach am Broadway in New York sowie auf Showbühnen in Las Vegas zu sehen.
Canova war viermal verheiratet, darunter in erster Ehe von 1936 bis 1939 mit dem bekannten Komiker Bob Burns. Ihre Tochter Diana Canova (* 1953) aus vierter Ehe ist ebenfalls Schauspielerin und war unter anderem in der Serie Soap – Trautes Heim zu sehen. Judy Canova starb 1983 im Alter von 69 Jahren an Krebs und wurde im Forest Lawn Memorial Park im kalifornischen Glendale bestattet. Sie ist in den Kategorien Film und Radio mit zwei Sternen auf dem Hollywood Walk of Fame verewigt.

## Filmografie (Auswahl)
- 1934: The Song of Fame (Kurzfilm)
- 1935: In Caliente
- 1935: Broadway Gondolier
- 1935: Going Highbrow

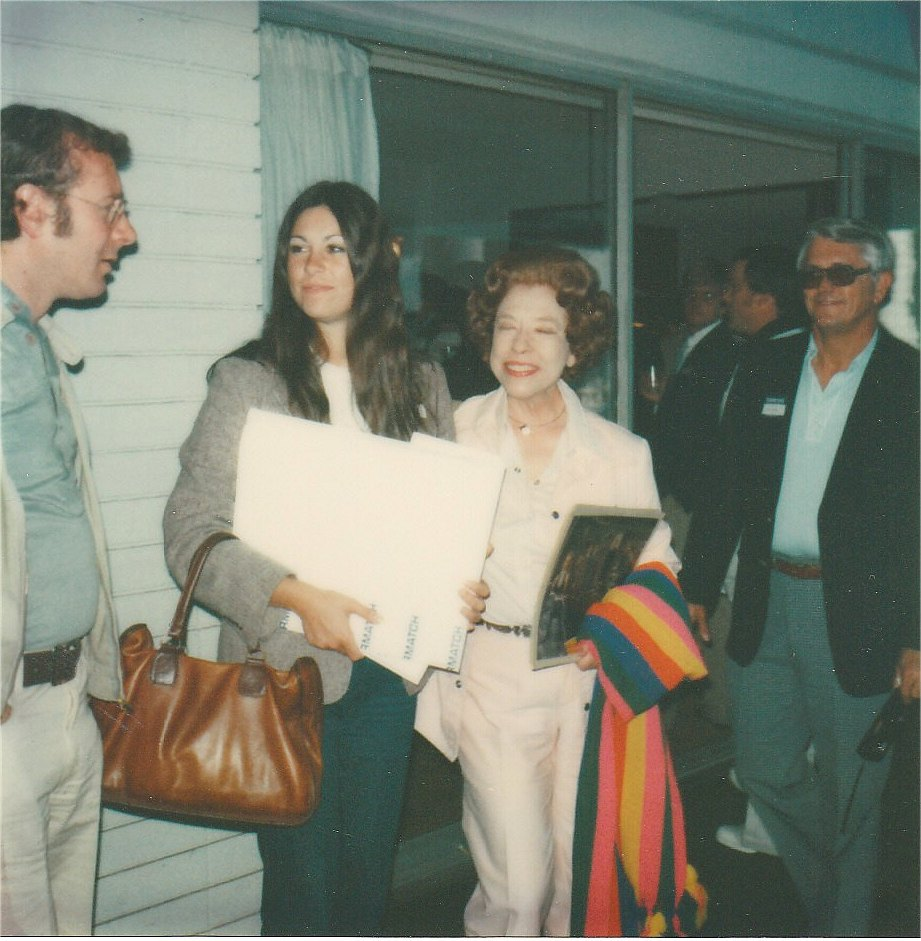
Judy Canova mit ihrer Tochter Diana (1979)

- 1937: Künstlerball (Artists and Models)
- 1940: Scatterbrain
- 1941: Sis Hopkins
- 1941: Puddin' Head
- 1942: True to the Army
- 1944: Louisiana Hayride
- 1946: Singin' in the Corn
- 1952: Oklahoma Annie
- 1955: Lay That Rifle Down
- 1960: Alfred Hitchcock präsentiert (Alfred Hitchcock Presents, Fernsehserie, Folge 5x33)
- 1960: Abenteuer am Mississippi (The Adventures of Huckleberry Finn)
- 1967: Pistolen und Petticoats (Pistols ’n’ Petticoats, Fernsehserie, 2 Folgen)
- 1974: Make-up und Pistolen (Police Woman, Fernsehserie, Folge 1x02)
- 1976: Cannonball
- 1977: Love Boat (The Love Boat, Fernsehserie, Folge 1x09)